# Klubi Futbollit Teuta
Il Klubi Futbollit Teuta o KF Teuta, erroneamente noto come KS Teuta Durrës, è una società calcistica albanese con sede a Durazzo.
Fondato nel 1920, dalla stagione 1961-1962 milita nella Kategoria Superiore, la massima serie del campionato albanese.

## Storia
Il KF Teuta è una delle squadre che fa parte della Kategoria Elite del campionato albanese di calcio. Con 74 partecipazioni alla massima serie del campionato è terza per numero di presenze dietro solo al Vllaznia con 75 e al Tirana con 76.

## Stadio
Svolge le sue partite interne nello stadio Niko Dovana con la capienza massima di 13.000 spettatori. Niko Dovana era un celebre portiere dei primi anni del campionato albanese. Storico il suo ruolo nel campionato del 1931, dove nello spareggio con Tirana durante il secondo tempo della partita di ritorno, cambia il ruolo con il centravanti. Il primo titolo arriva solo nel campionato 1993-1994 con una squadra composta solo da ragazzi della stessa città. Dopo il titolo vinto sono arrivati anche le prime apparizioni nelle Coppe europee, e le 4 Coppe d'Albania vinte rispettivamente nel 1994-1995, 1999-2000, 2004-2005 e nel 2019-2020.

## Cronologia
- 1920: fondato come KS Urani
- 1922: rinominato SK Durrës
- 1930: rinominato KS Teuta Durrës prima partecipazione alla Kategoria e Parë 4 posto
- 1931: 2 posto nel Campionato Albanese. Perde in finale lo spareggio con Tirana 1-1, 3-0
- 1932: 3 posto nel Campionato Albanese
- 1933: 3 posto nel Campionato Albanese
- 1934: 4 posto nel Campionato Albanese
- 1935: Campionato non disputato
- 1936: 5 posto nel Campionato Albanese
- 1937: 8 posto nel Campionato Albanese
- 1938-44: Campionato non disputato
- 1945: 3 posto nel gruppo A del Campionato Albanese
- 1946: 5 posto nel gruppo A del Campionato Albanese, rinominato KS Ylli i Kuq Durrës (Stella Rossa)
- 1947: 5 posto nel Campionato Albanese
- 1948: 4 posto nel gruppo A del Campionato Albanese
- 1949: 3 posto nel Campionato Albanese
- 1950: 8 posto nel Campionato Albanese, rinominato ancora SK Durrës
- 1951: rinominato Puna Durrës
- 1958: rinominato KS Lokomotiva Durrës
- 1991: rinominato ancora KS Teuta Durrës
- 1994: prima qualificazione alle coppe europee, Coppa UEFA 1994-1995
- Presente: Nominato KF Teuta[1][2]

## Palmarès

### Competizioni nazionali
- Campionato albanese: 2

1993-1994, 2020-2021
- Coppa d'Albania: 4

1994-1995, 1999-2000, 2004-2005, 2019-2020
- Supercoppa d'Albania: 2

2020, 2021
- Kategoria e Parë: 2

1959, 1961

### Altri piazzamenti
- Campionato albanese:

Secondo posto: 1992-1993, 1994-1995, 1995-1996, 2006-2007, 2011-2012
Terzo posto: 1932, 1933, 1945, 1949, 1991-1992, 1999-2000, 2012-2013, 2018-2019
- Coppa d'Albania:

Finalista: 1957, 1974-1975, 1993-1994, 2000-2001, 2002-2003, 2006-2007
Semifinalista: 1948, 1949, 1975-1976, 1978-1979, 1982-1983, 1995-1996, 2001-2002, 2009-2010, 2013-2014, 2016-2017, 2020-2021, 2021-2022, 2022-2023
- Supercoppa d'Albania:

Finalista: 1994, 2000, 2005
- Coppa dei Balcani per club:

Semifinalista: 1992-1993

## Statistiche e record

### Statistiche nelle competizioni UEFA
Tabella aggiornata alla fine della stagione 2021-2022.
| Competizione                  | Partecipazioni | G  | V | N | P  | RF | RS |
| ----------------------------- | -------------- | -- | - | - | -- | -- | -- |
| UEFA Champions League         | 1              | 2  | 0 | 0 | 2  | 0  | 5  |
| Coppa delle Coppe             | 1              | 4  | 1 | 0 | 3  | 3  | 5  |
| Coppa UEFA/UEFA Europa League | 10             | 20 | 4 | 1 | 15 | 19 | 57 |
| Coppa Intertoto               | 3              | 8  | 3 | 2 | 3  | 6  | 14 |
| UEFA Europa Conference League | 1              | 4  | 1 | 0 | 3  | 3  | 5  |

## Organico

### Rosa 2025-2026
Aggiornata al 13 agosto 2025.
| N. |                        | Ruolo | Calciatore       |
| -- | ---------------------- | ----- | ---------------- |
| 1  | Albania (bandiera)     | P     | Elton Vata       |
| 4  | Albania (bandiera)     | D     | Artan Jazxhi     |
| 18 | Belgio (bandiera)      | C     | Matias Lloçi     |
| 20 | Albania (bandiera)     | C     | Arbër Çyrbja     |
| 21 | Albania (bandiera)     | D     | David Gjinollari |
| 22 | Albania (bandiera)     | A     | Dejvid Kapllani  |
| 23 | Albania (bandiera)     | A     | Renaldo Torraj   |
| 26 | Inghilterra (bandiera) | D     | Dynel Simeu      |
| 71 | Albania (bandiera)     | C     | Ardit Toli       |
| 88 | Albania (bandiera)     | A     | Emiljano Vila    |

| N. |                    | Ruolo | Calciatore         |
| -- | ------------------ | ----- | ------------------ |
|    | Albania (bandiera) | P     | Arlis Shala        |
|    | Albania (bandiera) | P     | Endri Dema         |
|    | Albania (bandiera) | P     | Gentian Selmani    |
|    | Albania (bandiera) | D     | Harallamb Qaqi     |
|    | Albania (bandiera) | D     | Florjan Pergjoni   |
|    | Albania (bandiera) | D     | Albi Doka          |
|    | Brasile (bandiera) | C     | Higor Vidal        |
|    | Perù (bandiera)    | A     | Sebastián Gonzales |
|    | Nigeria (bandiera) | A     | David Fadairo      |

### Rosa 2019-2020
| N. |                                 | Ruolo | Calciatore         |
| -- | ------------------------------- | ----- | ------------------ |
| 1  | Macedonia del Nord (bandiera)   | P     | Bobi Celeski       |
| 3  | Albania (bandiera)              | D     | Renato Arapi       |
| 5  | Albania (bandiera)              | D     | Rustem Hoxha       |
| 6  | Bosnia ed Erzegovina (bandiera) | D     | Kenan Hreljić      |
| 7  | Albania (bandiera)              | C     | Fabjan Beqja       |
| 8  | Albania (bandiera)              | C     | Albano Aleksi      |
| 9  | Guinea-Bissau (bandiera)        | A     | Idé Colubali       |
| 10 | Albania (bandiera)              | C     | Sherif Kallaku     |
| 11 | Albania (bandiera)              | C     | Arbër Çyrbja       |
| 17 | Macedonia del Nord (bandiera)   | D     | Blagoja Todorovski |
| 20 | Albania (bandiera)              | A     | Rubin Hebaj        |

| N. |                    | Ruolo | Calciatore        |
| -- | ------------------ | ----- | ----------------- |
| 22 | Albania (bandiera) | C     | Ledio Beqja       |
| 23 | Albania (bandiera) | A     | Arlind Kalaja     |
| 24 | Albania (bandiera) | D     | Artan Jazxhi      |
| 55 | Grecia (bandiera)  | D     | Alexandros Kouros |
| 77 | Albania (bandiera) | P     | Stivi Frashëri    |
| 80 | Kosovo (bandiera)  | C     | Florent Avdyli    |
| 88 | Albania (bandiera) | A     | Emiljano Vila     |
| 97 | Albania (bandiera) | A     | Ildi Gruda        |
| 98 | Albania (bandiera) | A     | Lorenco Vila      |
| 99 | Albania (bandiera) | A     | Dejvid Kapllani   |
|    | Albania (bandiera) | C     | Xhonatan Lajthia  |

## Partecipazioni alle coppe europee
| Stagione  | Competizione                  | Turno    | Nazione                         | Club               | Risultato in casa | Risultato in trasferta |
| --------- | ----------------------------- | -------- | ------------------------------- | ------------------ | ----------------- | ---------------------- |
| 1994-1995 | Coppa UEFA                    | 1º Turno | Cipro (bandiera)                | Apollōn Limassol   | 1-4               | 4-2                    |
| 1995-1996 | Coppa delle Coppe             | 1º Turno | Finlandia (bandiera)            | TPS                | 3-0               | 1-0                    |
| 1995-1996 | Coppa delle Coppe             | 2º Turno | Italia (bandiera)               | Parma              | 0-2               | 2-0                    |
| 1996-1997 | Coppa UEFA                    | 1º Turno | Slovacchia (bandiera)           | VSS Košice         | 1-4               | 2-1                    |
| 1999      | Coppa Intertoto               | 1º Turno | Islanda (bandiera)              | ÍA Akraness        | 2-1               | 5-1                    |
| 2000-2001 | Coppa UEFA                    | 1º Turno | Austria (bandiera)              | Rapid Vienna       | 0-4               | 2-0                    |
| 2002      | Coppa Intertoto               | 1º Turno | Malta (bandiera)                | Valletta           | 0-0               | 1-2                    |
| 2002      | Coppa Intertoto               | 2º Turno | Romania (bandiera)              | Gloria Bistrița    | 1-0               | 3-0                    |
| 2004      | Coppa Intertoto               | 1º Turno | Slovacchia (bandiera)           | Dubnica            | 0-0               | 4-0                    |
| 2005-2006 | Coppa UEFA                    | 1º Turno | Bosnia ed Erzegovina (bandiera) | Široki Brijeg      | 3-1               | 0-3                    |
| 2007-2008 | Coppa UEFA                    | 1º Turno | Croazia (bandiera)              | Slaven Belupo      | 2-2               | 6-2                    |
| 2012-2013 | UEFA Europa League            | 1º Turno | Georgia (bandiera)              | Met'alurgi Rustavi | 0-3               | 6-1                    |
| 2013-2014 | UEFA Europa League            | 1º Turno | Moldavia (bandiera)             | Dacia Chișinău     | 3-1               | 2-0                    |
| 2016-2017 | UEFA Europa League            | 1º Turno | Kazakistan (bandiera)           | Qairat             | 0-1               | 5-0                    |
| 2019-2020 | UEFA Europa League            | 1º Turno | Lettonia (bandiera)             | Ventspils          | 1-0               | 3-0                    |
| 2020-2021 | UEFA Europa League            | 1º Turno | Israele (bandiera)              | Beitar Gerusalemme | 2-0               |                        |
| 2020-2021 | UEFA Europa League            | 2º Turno | Spagna (bandiera)               | Granada            | 0-4               |                        |
| 2021-2022 | UEFA Champions League         | 1º Turno | Moldavia (bandiera)             | Sheriff Tiraspol   | 0-4               | 1-0                    |
| 2021-2022 | UEFA Europa Conference League | 2º Turno | Andorra (bandiera)              | Inter Escaldes     | 0-2               | 0-2 - (0-3 d.t.s.)     |
| 2021-2022 | UEFA Europa Conference League | 3º Turno | Irlanda (bandiera)              | Shamrock Rovers    | 0-2               | 1-0                    |